# Church Road (Île-du-Prince-Édouard)
Pour les articles homonymes, voir Church Road.
Church Road est une communauté dans le comté de Kings de l'Île-du-Prince-Édouard, au sud-est de Morell.